# Sori (Schwert)

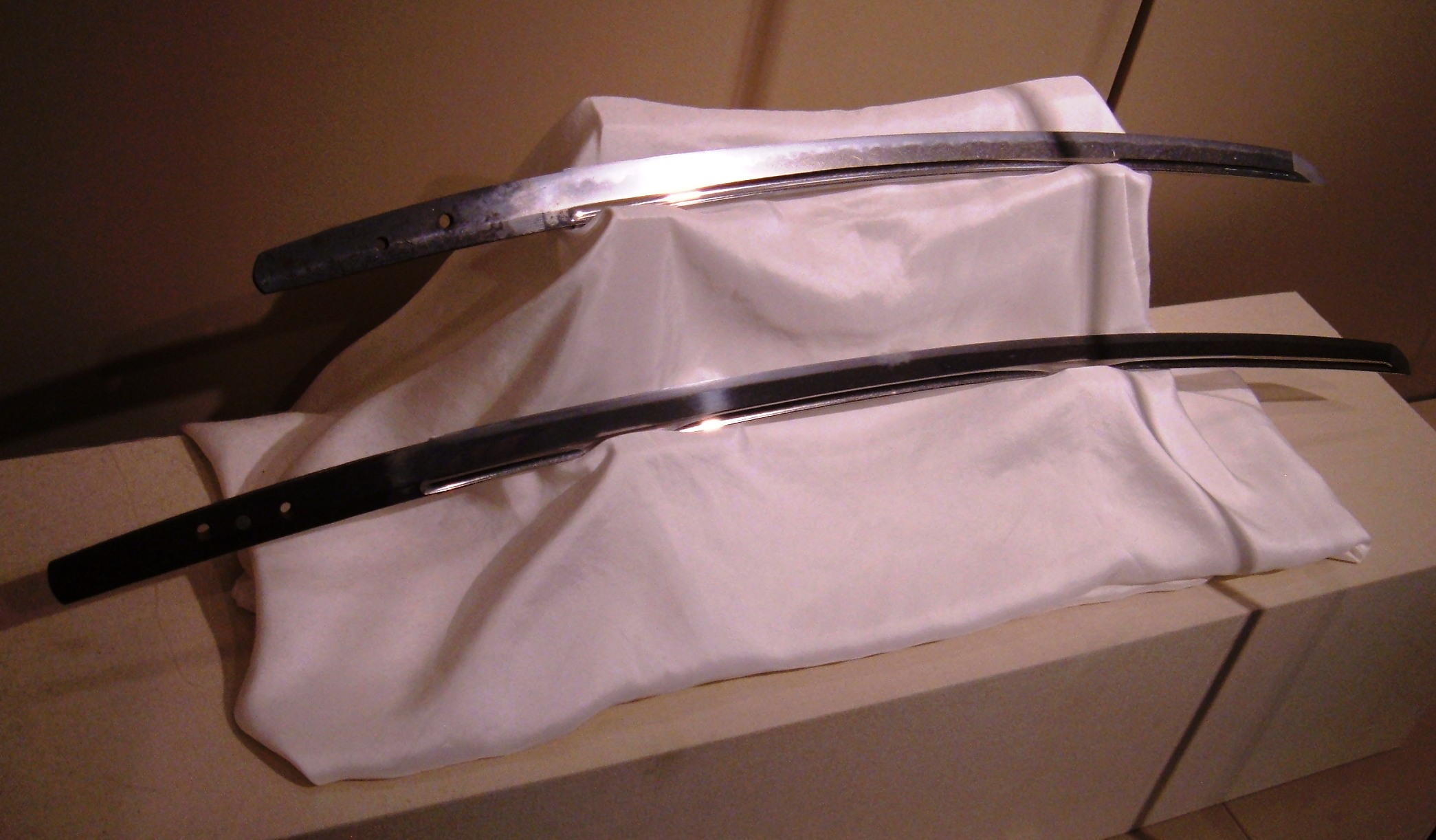
Katana und Wakizashi, Typ: Torii-zori

Das Sori (jap. 反り) ist eine Bezeichnung für die Klingenkrümmung an japanischen Schwertern.

## Beschreibung
Es gibt verschiedene Formen der Klingen mit unterschiedlicher Krümmung. Der Grad der Krümmung und die Stelle der Klinge, an der die Biegung am stärksten ist, kann einen Hinweis geben auf die Periode, in der das Schwert hergestellt wurde. Die Typen des Sori fallen in folgende Klassifikation:
1. Torii-zori (華表反り): Das Wort Torii bezieht sich auf die Tore an Shintō-Schreinen; in diesem Fall sind speziell die leicht gebogenen Querbalken gemeint. Die Krümmung der Klinge ist am stärksten in der Klingenmitte. Die Bezeichnung stammt von der Yamashiro-Schwertschmiedetradition, die auch als Kyo bekannt war. Die Schwerter, die von der Yamashiro-Schule geschmiedet wurden, hatten in der Regel dieses Sori. Diese Art des Sori ist die am weitesten verbreitete bei japanischen Schwertern.
2. Koshi-zori (腰反り): Das Wort Koshi bedeutet „Hüfte, Taille“. Der tiefste Punkt dieses Sori befindet sich näher am Munemachi (Rückenabsatz). Man nennt diesen Typ auch Bizen-Sori in Bezug auf die Bizen-Schwertschmiedetradition, da deren Schwerter üblicherweise mit Koshi-zori geschmiedet waren. Alle Tachi, die zwischen der Heian-Zeit und der Kamakura-Zeit gefertigt wurden, haben üblicherweise ein Koshi-zori.
3. Saki-zori (先反り). Saki bedeutet „vorne“. Der tiefste Punkt des Sori befindet sich im vorderen Teil der Klinge, zum Kissaki (Ort/Spitze) hin. Diese Art des Sori findet man im Allgemeinen an Schwertern, die in der Muromachi-Zeit gefertigt wurden.
4. Uchi-zori (内反り) auch Takenoko-zori (たけのこぞり): Uchi bedeutet „innen“ oder „nach innen“. Das Uchi-Sori biegt sich im Unterschied zu den anderen Sori-Arten zur Schneide hin. Tantō-Kampfmesser, die während der Kamakura-Zeit geschmiedet wurden, haben im Allgemeinen diese Art des Sori. Bei Tantō, die ein Uchi-zori haben und praktisch kein Fukura, hat die Klinge Ähnlichkeit mit einem Bambusspross und ihre Form wird deshalb auch Takenoko-zori („Bambussprossen-Sori“) genannt.
5. Mu-zori (無反り): Mu bedeutet „nichts“. Der Begriff Mu-zori wird ausschließlich für Tantō-Versionen benutzt, die keinerlei Klingenkrümmung haben. Für diese Klingen wird auch der Begriff Chūkan-zori (中間反り) benutzt, der ausdrückt, dass die Krümmung zwischen die des Sori und des Uchi-zori fällt.